# Siegfried Jerusalem
Siegfried Jerusalem (Oberhausen, 1940. április 17. –) német operatenor. Wagner-szerepeivel szorosan azonosulva Siegfriedet, Siegmundot, Lohengrint, Parsifalt és Trisztánt játssza széles körben. Az 1990-es évek óta a dalokra összpontosít, különösen Strauss, Mahler és Schumann műveire.

## Kezdetek
Jerusalem Oberhausenben született villamosmérnök fiaként. Az esseni Folkwangschuléban tanult zongorát, hegedűt és fagottot. Pályafutását fagottművészként kezdte, 1961-ben Hofban, a következő tíz évben pedig Reutlingenben dolgozott: 1971-től 1977-ig a stuttgarti Dél-Német Rádió Rádió Szimfonikus Zenekarának tagja volt. 1971-ben énekleckéket is vett a stuttgarti Hertha Kalchernél. 1975-ben A cigánybáró című televíziós produkció zenekarában játszott, az utolsó pillanatban beugrott a tenor Franco Bonisolli helyére.

## Operaénekesként
Első nagy énekesszerepe a Lohengrin volt 1976-ban, amellyel hamarosan Darmstadtban, Aachenben, Hamburgban és a Zürcher Festspielén, majd Münchenben és a New York-i Metropolitan Operában lépett fel. Ezt követte Max szerepében a stuttgarti A bűvös vadászban. Bayreuthi karrierje 1977-ben nyílt meg, ahol 1981-re a Froh-t (Das A Rajna kincséből), a Fiatal tengerészt (Trisztán és Izoldából), majd a Lohengrint, a Parsifalt és Walter von Stolzingot (A nürnbergi mesterdalnokokból) adta elő.
Parsifalja ekkor Bécsben, Siegmund (A walkür.) (Jessye Normannal, Theo Adam és Yvonne Minton társaságában) pedig Drezdában (1981) hangzott el. A színpadi fellépések mellett számos koncertelőadást tartott, amelyeket, mint a drezdai Walkürjét vagy a római Lohengrinjét, nemzetközileg is közvetítettek. 1978-tól a Deutsche Oper Berlin rendes tagja lett, állandó szerződést kötött a stuttgarti, zürichi, müncheni és bécsi társulatokkal, valamint nemzetközi vendégszereplések szervezőivel.
Bayreuthi karrierje 1988-ban (Siegfried) és 1989-ben (Az istenek alkonya) a Siegfriedjével folytatódott. 1990-ben a Metropolitan Operában szerepelt James Levine-nel, mindkét Siegfriedet, valamint Loge nehéz szerepét énekelve. A produkciót közvetítették a televízióban, és DVD-n is elérhető. 1992-ben a Bayreuth-Siegfried ismét DVD-ként készült. Ezen az előadáson Jerusalem Graham Clarkkal, Anne Evansszel és John Tomlinsonnal énekelt, 1993-ban pedig Trisztánként debütált a Bayreuthi Fesztiválon, és a legtöbb nagy európai operaházban is elvállalta a szerepet.

## Díjai
1997. október 9-én átadták neki a Német Szövetségi Érdemkeresztet. Utolsó fellépése Bayreuthban 1999-ben volt Trisztán szerepében. Jelenleg a nürnbergi Zeneművészeti Főiskolán tanít.
Az 1980-as és 1990-es években készült Wagner-operák hang- és videófelvételeinek sorozatában lépett fel, amelyet James Levine a Met-ben, Daniel Barenboim és Pierre Boulez Bayreuthban vezényelt, valamint másokkal is.
Két, The Glory of Love (1996) és Avalon (2002) albumon is kísérletet tett némi crossover zenére.

## Fordítás
Ez a szócikk részben vagy egészben  a   Siegfried Jerusalem című angol Wikipédia-szócikk ezen változatának fordításán alapul.  Az eredeti cikk szerkesztőit annak laptörténete sorolja fel. Ez a jelzés csupán a megfogalmazás eredetét és a szerzői jogokat jelzi, nem szolgál a cikkben szereplő információk forrásmegjelöléseként.